# Bartolomeo Pisani
Bartolomeo Pisani fue un músico italiano que vivió entre los años 1811 y 1876. Fue director musical del Imperio Otomano en 1858, durante el sultanato de Abdul Medjid I, 1839-1861.

## Obra
- Una lágrima sobre la tumba del sultán Abdul Medjid (Marcha funeral en fa menor), 1861[3]